# Serjania pterantha
Serjania pterantha är en kinesträdsväxtart som beskrevs av Standley. Serjania pterantha ingår i släktet Serjania och familjen kinesträdsväxter. Inga underarter finns listade i Catalogue of Life.